# Дрягушка
Дря́гушка (рос. Дрягушка) — річка у Зав'яловському районі Удмуртії, Росія, ліва притока Вожойки.
Довжина річки становить всього 4 км. Бере початок на західній околиці колишнього села Вожойський. Протікає на південний захід, повністю через лісові масиви. В гирлі збудовано залізничний міст на вузькоколійній залізниці Хохряки-Сокол.